# 岩澤健
岩澤 健（いわさわ たけし、1960年 - ）は日本のジャーナリスト。千葉県出身。株式会社カマタマーレ讃岐常務取締役。

## 経歴
1984年、早稲田大学政治経済学部卒業し日本経済新聞社に入社。バブル崩壊時の証券会社の不祥事や、阪神淡路大震災を報道した経験を持つ。
2012年、同社高松支局長として高松市に赴任し、J2昇格争いをしていたカマタマーレ讃岐に魅了された。
2015年、カマタマーレ讃岐へ入社、常務取締役に就任。　営業と広報を担当し、スポンサー獲得と集客手法を日々検討している。
2020年4月23日、任期満了によりカマタマーレ讃岐の常務取締役を退任した。